# Клере сир Лајон
Клере сир Лајон (фр. Cléré-sur-Layon) насеље је и општина у западној Француској у региону Лоара, у департману Мен и Лоара која припада префектури Сомир.
По подацима из 2011. године у општини је живело 333 становника, а густина насељености је износила 15,32 становника/km². Општина се простире на површини од 21,74 km². Налази се на средњој надморској висини од 99 метара (максималној 116 m, а минималној 67 m).

## Демографија
| 1962. | 1968. | 1975. | 1982. | 1990. | 1999. | 2011. |
| ----- | ----- | ----- | ----- | ----- | ----- | ----- |
| 484   | 494   | 441   | 438   | 408   | 351   | 333   |

График промене броја становника у току последњих година